# Dešenski graben
Dešenski graben, tudi Dešenski potok je potok, ki izvira v hribovju med Moravčami in reko Savo v bližini vasi Dešen. V Savo se kot levi pritok izliva v bližini naselja Kresnice.